# Maria Franziska von Trautson
Maria Franziska von Trautson (nome completo in tedesco Maria Franziska Anna Xaveria Antonia Susanna; Vienna, 11 agosto 1708 – Vienna, 12 aprile 1761) è stata principessa consorte di Auersperg dal 1726 fino alla morte, come moglie del principe Enrico Giuseppe.

## Biografia
La contessa Maria Franziska nacque a Vienna nel 1708, ottava dei dodici figli dei conti Johann Leopold e Maria Theresia Ungnadin von Weissenwolff.
Il 7 maggio 1726 sposò il principe Enrico Giuseppe di Auersperg, diventando la sua seconda moglie.
Morì nella sua città natale nel 1761, all'età di 52 anni.

## Discendenza
Maria Franziska von Trautson ed Enrico Giuseppe di Auersperg ebbero quattro figlie e cinque figli:
- Maria Anna (13 agosto 1730 - 17 marzo 1731).
- Joseph Anton (1734-1795);
- Maria Teresa (22 marzo 1735 - 16 novembre 1800);
- Maria Antonia (30 settembre 1739 - 30 giugno 1816);
- Francesco (5 settembre 1741 - 22 ottobre 1795);
- Maria Anna (26 aprile 1743 - 8 maggio 1816);
- Giovanni Battista (28 febbraio 1745 - 3 marzo 1816);
- Luigi (20 marzo 1747 - 24 marzo 1817);
- Francesco Saverio (19 gennaio 1749 - 8 gennaio 1808).